# Polydesmus bonikus
Polydesmus bonikus är en mångfotingart som beskrevs av Chamberlin 1912. Polydesmus bonikus ingår i släktet Polydesmus och familjen plattdubbelfotingar. Inga underarter finns listade i Catalogue of Life.